# Onychiurini
Tribu
Les Onychiurini sont une tribu de collemboles de la famille des Onychiuridae.

## Liste des genres
Selon Checklist of the Collembola of the World (version du 3 octobre 2019) :
- Absolonia Börner, 1901
- Argonychiurus Bagnall, 1949
- Bionychiurus Pomorski, 1996
- Deharvengiurus Weiner, 1996
- Deuteraphorura Absolon, 1901
- Formosanonychiurus Weiner, 1986
- Leeonychiurus Sun & Arbea, 2014
- Ongulonychiurus Thibaud & Massoud, 1986
- Onychiuroides Bagnall, 1948
- Onychiurus Gervais, 1841
- Orthonychiurus Stach, 1954
- Pilonychiurus Pomorski, 2007
- Similonychiurus Pomorski, 2007
- Uralaphorura Martynova, 1978
- Vibronychiurus Pomorski, 1998

## Publication originale
- Börner, 1901 : Neue Collembolenformen und zur Nomenclatur der Collembola Lubbock. Zoologischer Anzeiger, vol. 24, p. 696–712 (texte intégral).